# Pescecyclops
Pescecyclops – rodzaj widłonogów z rodziny Cyclopidae. Nazwa naukowa tego rodzaju skorupiaków została opublikowana w 2011 roku przez zespół biologów: Tomislava Karanovica, Stefana M. Eberharda i A. Murdocha.

## Podział systematyczny
Do rodzaju należą następujące gatunki:
- Pescecyclops arnaudi (Sars G.O., 1908)
- Pescecyclops kimberleyi (Karanovic, 2004)
- Pescecyclops laurentiisae (Karanovic, 2004)
- Pescecyclops monacanthus (Kiefer, 1928)
- Pescecyclops pilanus (Karanovic, 2004)
- Pescecyclops pilbaricus (Karanovic, 2004)